# Encierro voluntario

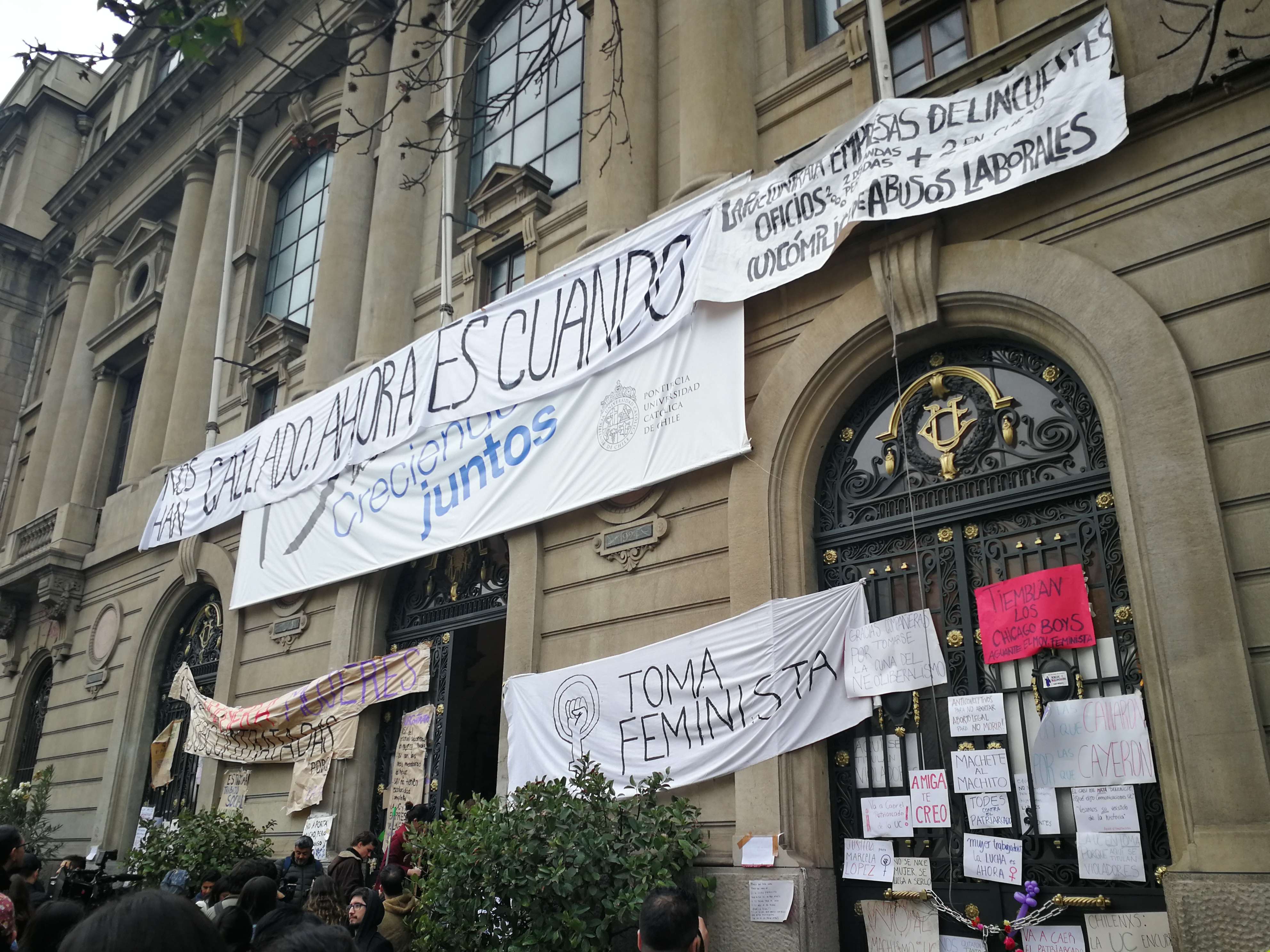
Estudiantes protagonizan una toma en la Casa Central de la Pontificia Universidad Católica de Chile, en el marco de las tomas feministas en Chile de 2018.

El encierro voluntario (también llamado toma) es el acto de ocupar un edificio público, privado o religioso en señal de protesta, mantendiéndose dentro durante un tiempo.
Como forma de manifestación, es una estrategia a menudo utilizada por movimientos sociales y otros tipos de acción colectiva para ocupar y mantener espacios públicos y simbólicos, edificios, infraestructuras críticas como entradas a estaciones de tren, centros comerciales, edificios universitarios, plazas y parques.
Los objetivos más comunes del encierro son paralizar funcionalmente el recinto ocupado y evitar que otras personas lo ocupen o utilicen.
Este tipo de manifestación es muy usada por los estudiantes universitarios.